# ホワイト&ケース
ホワイト＆ケース（White & Case）は米国ニューヨークに主要拠点を持つ国際的な法律事務所。30カ国に44カ所の拠点を持つ。

## 東京オフィス
日本国内の拠点は、東京都千代田区丸の内。東京オフィスの正式名称はホワイト＆ケース法律事務所 ホワイト＆ケース外国法事務弁護士事務所　(外国法共同事業) 。2014年現在、40名の弁護士と20名の外国法事務弁護士が所属し、弁護士の人数で国内第２５位規模。
外資系法律事務所として初めて日本の弁護士と特定共同事業を開始した。
業務分野
主に一般企業法務、紛争解決・競争法、エネルギー、インフラストラクチャー、プロジェクトファイナンス、不動産などの分野を取り扱う。

## 沿革
- 1901年　ニューヨークにおいて設立。
- 1987年　東京に外国法事務弁護士事務所を設置。
- 1995年　外資系法律事務所としては初めて日本の弁護士との特定共同事業を開始。（2005年に外国法共同事業に変更）
- 2010年　丸の内・丸の内トラストタワー本館に移転。